# Bye, bye, chérie !
 (mai 2018).
Bye, bye, chérie !  est un roman policier et d'espionnage de Charles Exbrayat paru en 1974.

## Résumé

### Mise en place de l'intrigue
Guillaume de Saint-Sève, secrétaire à l’ambassade commerciale française à Londres, se voit confier une mission secrète : récupérer à Nice un pli d’une importance capitale pour la diplomatie française, dont le porteur initial, démasqué par les services secrets des autres pays, est « grillé ». Pénétré de l’importance de sa mission, Guillaume ne manque pas d’en parler tout autour de lui, puis part vers la France, suivi par un quatuor d’espions Russes, Américains, Anglais et Chinois, qui se connaissent de longue date et décident de faire alliance, d’ailleurs plus pour se surveiller mutuellement que par réelle volonté de coopération, et en étant prêts à se trahir dès que le besoin s’en fera sentir, ce qui ne tarde pas

### Enquête et aventures
La concurrence entre les espions et la chance de Guillaume lui permettent d’échapper à divers attentats, principalement du fait du Chinois, puis du Russe, qui sont éliminés. Au cours de l’un des assassinats, Guillaume est amené à sauver une jeune Niçoise, Aurora Caltabellota, à laquelle il se retrouve fiancé par accident après lui avoir donné un baiser dans l’émotion du moment.
Bref, les cadavres et les malentendus s’accumulent autour du pauvre Guillaume, d’autant que la police locale commence à le trouver hautement suspect.

## Thématique
Ce roman s'avère proche, par son thème, d’autres roman d’Exbrayat, comme Ne vous fâchez pas, Imogène ! ou Une ravissante idiote : une personne naïve, chargée d’un mission secrète censée être de la plus haute importance, découvre à la fin du récit qu’on lui a fait jouer le rôle de leurre pour débusquer les vrais espions.

## Éditions
Le roman paraît initialement en 1974 dans la collection Le Masque sous le no 1330. Il est réédité en 1985 dans la collection Club des Masques sous le no 562. La
dernière réédition date de 1994.